# 吉沢秋絵
吉沢 秋絵（よしざわ あきえ、1968年10月20日 - ）は、日本の元女優・歌手。東京都東村山市生まれ、埼玉県狭山市育ち。
埼玉県立狭山清陵高等学校、秋草学園短期大学国文科（現日本文化表現学科）卒業。田辺エージェンシー、フォーライフ・レコードに所属していた。

## 経歴
- フジテレビの『夕やけニャンニャン』の「アイドルを探せ スケバン刑事IIスペシャル」に111点を獲得して合格。おニャン子クラブ会員番号25番（在籍：1985年8月30日 - 1986年9月26日（在籍393日））として芸能界入りする。
- 『スケバン刑事II 少女鉄仮面伝説』の矢島雪乃役で女優デビュー（当初は2代目麻宮サキ役の予定だったが役のイメージの違いから南野陽子に変更）。また、『スケバン刑事II』の主題歌「なぜ?の嵐」でソロ歌手としてデビューする。
- 2枚目・3枚目の各シングルのB面に、おニャン子クラブ全員参加の「会員番号の唄」「新・会員番号の唄」を収録。2枚目のシングル発売当時に「会員番号の唄」をメインに表記した販促ポスターが制作されたり[2]、2作共に両「会員番号の唄」との両面ジャケットになっているなど、実質的な扱いは両A面に近い。
- 1986年春にはソロイベント『春から秋絵』が催された。
- 1986年9月、おニャン子クラブを卒業。
- 『スケバン刑事II』の撮影で多忙だったことと、学業成績が著しく下降したことで、『夕やけニャンニャン』には在籍期間の半分ほどしか出演していない。
- その後、『笑っていいとも!』にレギュラー出演。一度降板するが、間をあけて再度レギュラー復帰。『笑っていいとも!』で、一度降板したタレントがレギュラー復帰するのは吉沢が最初であった。
- 1991年引退。引退翌年にベスト・アルバムが発売されたため、1992年引退という情報が多いが間違い。
- 引退後は少女小説の持ち込みをしたことがきっかけで出版関係の仕事などをしていた。1993年、その体験をふまえた著書『神様、ごめんなさい!!』を、本名の吉沢章江名義で出版。他にサウンドレコパルなどのAV機器雑誌でオーディオ好きという一面も見せていた。

## 性格・エピソード
- 特技は書道。かなりの腕前で、『夕やけニャンニャン』で披露したこともある。
- 趣味は読書とエレクトーン。
- 性格は本人曰く、マイペースでのんびり屋。『夕やけニャンニャン』スタッフ談では、頑固な一面も持っていたという。極度の人見知りだったことも明かしていた。
- おニャン子クラブ内では、岩井由紀子、横田睦美、渡辺美奈代、山本スーザン久美子と仲が良かった（山本とは、引退後お互い社会人になってからも会っていた）。国生さゆりは「ほとんど話をしたことが無かった」と語っている。
- 生放送のラジオ番組で『季節はずれの恋』を聴いた斉藤由貴が「これ、レコードですよね？」と思わず発言してしまったエピソードが有る[要出典]ほど、デビュー当初は歌唱力が低かった。
- アイドル好き女性漫画家・青木光恵は「おニャン子は嫌いだったけど吉沢秋絵ちゃんは好きだった」と書いている。また俳優の浅野忠信も吉沢の大ファンだったと発言している。
- かなりの偏食家で、好きな食べ物はお菓子・カツ丼と公言していた(とりわけカツ丼は大の好物だった)[3]。
- 1991年、写真週刊誌FRIDAYに日出郎との交友関係を報道され、初のスキャンダルとして、ファンを驚かせた。
- 1996年、中古車情報誌に一般人として登場したことがある（その当時、所有していた車を売却することで）。また、出身短大の大学案内に本名の吉沢章江名義にて写真と共に掲載されたことがある。

## ディスコグラフィー

### シングル
| #                                   | 発売日                              | 面                                  | タイトル                                 | 作詞                                | 作曲                                | 編曲                                | オリコン最高位                      | 規格                                | 規格品番                            |
| フォーライフ・レコード              | フォーライフ・レコード              | フォーライフ・レコード              | フォーライフ・レコード                   | フォーライフ・レコード              | フォーライフ・レコード              | フォーライフ・レコード              | フォーライフ・レコード              | フォーライフ・レコード              | フォーライフ・レコード              |
| 吉沢秋絵 with おニャン子クラブ 名義 | 吉沢秋絵 with おニャン子クラブ 名義 | 吉沢秋絵 with おニャン子クラブ 名義 | 吉沢秋絵 with おニャン子クラブ 名義      | 吉沢秋絵 with おニャン子クラブ 名義 | 吉沢秋絵 with おニャン子クラブ 名義 | 吉沢秋絵 with おニャン子クラブ 名義 | 吉沢秋絵 with おニャン子クラブ 名義 | 吉沢秋絵 with おニャン子クラブ 名義 | 吉沢秋絵 with おニャン子クラブ 名義 |
| ----------------------------------- | ----------------------------------- | ----------------------------------- | ---------------------------------------- | ----------------------------------- | ----------------------------------- | ----------------------------------- | ----------------------------------- | ----------------------------------- | ----------------------------------- |
| 1st                                 | 1985年11月1日                       | A                                   | なぜ?の嵐                                | 秋元康                              | 山梨鐐平                            | 瀬尾一三                            | 8位                                 | EP                                  | 7K-204                              |
| 1st                                 | 1985年11月1日                       | B                                   | 黄昏の孔雀                               | 秋元康                              | 山梨鐐平                            | 山川恵津子                          | 8位                                 | EP                                  | 7K-204                              |
| 吉沢秋絵 名義                       |                                     |                                     |                                          |                                     |                                     |                                     |                                     |                                     |                                     |
| 2nd                                 | 1986年3月1日                        | A                                   | 季節はずれの恋                           | 秋元康                              | 山梨鐐平                            | 瀬尾一三                            | 1位                                 | EP                                  | 7K-212                              |
| 2nd                                 | 1986年3月1日                        | B                                   | 会員番号の唄 (おニャン子クラブ 名義)     | 秋元康                              | 見岳章                              | 見岳章                              | 1位                                 | EP                                  | 7K-212                              |
| 3rd                                 | 1986年9月10日                       | A                                   | 鏡の中の私                               | 秋元康                              | 山梨鐐平                            | 山川恵津子                          | 1位                                 | EP                                  | 7K-234                              |
| 3rd                                 | 1986年9月10日                       | B                                   | 新・会員番号の唄 (おニャン子クラブ 名義) | 遠藤察男                            | 見岳章                              | 見岳章                              | 1位                                 | EP                                  | 7K-234                              |
| 4th                                 | 1986年12月10日                      | A                                   | 流星のマリオネット                       | 谷穂ちろる                          | 山梨鐐平                            | 瀬尾一三                            | 5位                                 | EP                                  | 7K-250                              |
| 4th                                 | 1986年12月10日                      | B                                   | 青い鳥を探して                           | 谷穂ちろる                          | 山梨鐐平                            | 瀬尾一三                            | 5位                                 | EP                                  | 7K-250                              |
| 5th                                 | 1987年5月13日                       | A                                   | シグナルの向こうに                       | 谷穂ちろる                          | 中崎英也                            | 瀬尾一三                            | 13位                                | EP                                  | 7K-260                              |
| 5th                                 | 1987年5月13日                       | B                                   | あの飛行船のように                       | 谷穂ちろる                          | 中崎英也                            | 瀬尾一三                            | 13位                                | EP                                  | 7K-260                              |
| 6th                                 | 1987年8月5日                        | A                                   | 雨の花火                                 | 秋元康                              | 山梨鐐平                            | 瀬尾一三                            | 19位                                | EP                                  | 7K-271                              |
| 6th                                 | 1987年8月5日                        | B                                   | あの夏に帰りたい                         | 秋元康                              | 鹿紋太郎                            | 小林信吾                            | 19位                                | EP                                  | 7K-271                              |
| 7th                                 | 1988年5月21日                       | A                                   | あなたより素敵な人                       | 石川あゆ子                          | 山梨鐐平                            | 小林信吾                            | 49位                                | EP                                  | 7K-297                              |
| 7th                                 | 1988年5月21日                       | B                                   | さよならがくれたフリー                   | 石川あゆ子                          | 山梨鐐平                            | 小林信吾                            | 49位                                | EP                                  | 7K-297                              |
| AKIE 名義                           |                                     |                                     |                                          |                                     |                                     |                                     |                                     |                                     |                                     |
| 8th                                 | 1988年11月2日                       | A                                   | マロニエ通り                             | 谷穂ちろる                          | 山口美央子                          | 小林信吾                            | 85位                                | EP                                  | 7K-317                              |
| 8th                                 | 1988年11月2日                       | B                                   | そばにいたい                             | 岩里祐穂                            | 山口美央子                          | 小林信吾                            | 85位                                | EP                                  | 7K-317                              |

### アルバム

#### オリジナル・アルバム
| #   | 発売日        | タイトル                      | オリコン 最高位 | レーベル               | 規格 | 規格品番   |
| --- | ------------- | ----------------------------- | --------------- | ---------------------- | ---- | ---------- |
| 1st | 1986年6月21日 | 彼女の夏                      | 4位             | フォーライフ・レコード | LP   | 28K-108    |
| 1st | 1986年6月21日 | 彼女の夏                      |                 | フォーライフ・レコード | CT   | 28C-91     |
| 1st | 1986年6月21日 | 彼女の夏                      |                 | フォーライフ・レコード | CD   | 35KD-48    |
| 1st | 2008年7月16日 | 彼女の夏+シングルコレクション |                 | ポニーキャニオン       | CD   | PCCS-00021 |
| 2nd | 1987年1月28日 | 青い鳥を探して                | 8位             | フォーライフ・レコード | LP   | 28K-127    |
| 2nd | 1987年1月28日 | 青い鳥を探して                |                 | フォーライフ・レコード | CT   | 28C-112    |
| 2nd | 1987年1月28日 | 青い鳥を探して                |                 | フォーライフ・レコード | CD   | 35KD-70    |
| 3rd | 1987年7月21日 | Charming                      | 34位            | フォーライフ・レコード | LP   | 28K-134    |
| 3rd | 1987年7月21日 | Charming                      |                 | フォーライフ・レコード | CT   | 28C-119    |
| 3rd | 1987年7月21日 | Charming                      |                 | フォーライフ・レコード | CD   | 33KD-107   |

#### ベスト・アルバム
| #   | 発売日         | タイトル             | レーベル               | 規格 | 規格品番   |
| --- | -------------- | -------------------- | ---------------------- | ---- | ---------- |
| 1st | 1988年11月21日 | Milky Mind           | フォーライフ・レコード | LP   | 48K-167    |
| 2nd | 1992年9月18日  | パリへ行きたい       | フォーライフ・レコード | CD   | FLCF-25164 |
| 3rd | 2010年5月19日  | Myこれ!Lite 吉沢秋絵 | ポニーキャニオン       | CD   | PCCS-137   |

### 映像作品
| #   | 発売日       | タイトル       | レーベル               | 規格 | 規格品番   |
| --- | ------------ | -------------- | ---------------------- | ---- | ---------- |
| 1st | 1987年2月5日 | 硝子の少数意見 | フォーライフ・レコード | VHS  | V80M-4011  |
| 1st | 1987年3月5日 | 硝子の少数意見 | フォーライフ・レコード | LD   | JF070-0013 |

### タイアップ曲
| 楽曲           | タイアップ                                                |
| -------------- | --------------------------------------------------------- |
| なぜ?の嵐      | フジテレビ系ドラマ『スケバン刑事II 少女鉄仮面伝説』主題歌 |
| 季節はずれの恋 | フジテレビ系ドラマ『スケバン刑事II 少女鉄仮面伝説』挿入歌 |
| 雨の花火       | 東映映画『名門!多古西応援団』主題歌                       |

## 出演

### テレビドラマ
- スケバン刑事II 少女鉄仮面伝説（1985年 - 1986年、フジテレビ） - 矢島雪乃 役
- ホワッツマイケル（1986年、フジテレビ、月曜ドラマランド）
- 愛人マンションII（1988年、TBS、ドラマ23）
- 鍵（1988年、フジテレビ、男と女のミステリー）
- アイラブユーからはじめよう（1989年4月 - 6月、TBS）　- 美和 役
- 絵を買う女（1989年、日本テレビ、火曜サスペンス劇場）
- 魔法少女ちゅうかないぱねま!（1989年、フジテレビ） - 第22・23話 江藤サチコ 役
- 高田純次の無責任社員物語2（1990年、TBS、ドラマチック22）

### 映画
- スケバン刑事（1987年、東映）　- 矢島雪乃 役
- 名門!多古西応援団（1987年、東映）　- 北条律子 役

### ラジオ
- 吉沢秋絵 ちょっぴりハプニング（1986年10月 - 1987年3月、ニッポン放送、アイドル夢工場）[1]

### バラエティ
- 夕やけニャンニャン（1985年 - 1986年、フジテレビ）
- 夕食ニャンニャン （1986年、フジテレビ）
- パオパオチャンネル（1987年10月 - 1989年3月（水曜日）、テレビ朝日）
- 笑っていいとも!（1987年4月 - 9月・1989年10月 - 1990年9月、フジテレビ）
- 華麗にAh!so（1988年 - 1991年、テレビ朝日）
- 所さんのただものではない!（フジテレビ） - 不定期出演
- クイズ!年の差なんて（フジテレビ） - 不定期出演

### 広告活動
- 日立マクセル（現・マクセル） UR-F（1986年 - 1987年）

## 書籍
- 『神様、ごめんなさい!!』（1993年6月1日、浪漫新社）-　おニャン子クラブの吉沢秋絵改め、吉沢章江。一人旅の経験、背伸びしたときの失敗談、秘かに考えていること。24才の彼女の感じた揺れ動き。夢と現実をそのままに書き下ろした初のエッセイ。その純粋な視線ときらりと光るセンスあふれるイラスト。